# خطای ۴۰۴
خطای ۴۰۴ (به انگلیسی: HTTP 404) یکی از کدهای وضعیت پروتکل انتقال ابرمتن می‌باشد که با عنوان خطای «یافت نشد» (به انگلیسی: Not Found) شناخته می‌شود. بدین معنی که سرور وب نمی‌تواند منبع درخواستی را پیدا کند.
این خطا نباید با خطای «سرور یافت نشد» (به انگلیسی: Server Not Found) اشتباه گرفته شود. در خطای ۴۰۴ ارتباط با سرور به‌طور کامل برقرار شده، اما منبع درخواستی موجود نبوده‌است؛ در حالی که در خطای «سرور یافت نشد» امکان برقراری ارتباط با سرور میزبان وجود ندارد.
این خطا یکی از رایج‌ترین خطاهای موجود در وب است که معمولاً به دلیل دنبال کردن پیوندهای مرده یا خراب (یا لینک شکسته) به وجود می‌آید.

## صفحات سفارشی خطا

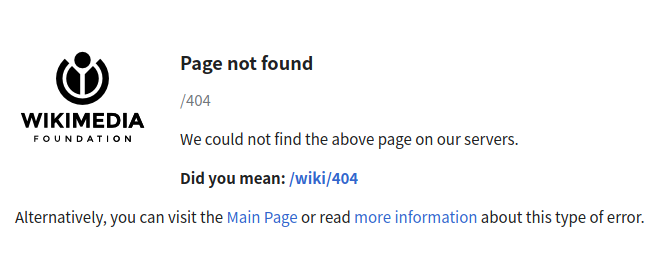
صفحه سفارشی خطای ۴۰۴ در ویکی‌مدیا

اکثر سرورهای وب قابلیت سفارشی سازی صفحات خطا را دارند.
به این صورت که می‌توانید سرور را تنظیم کنید تا در مواقع روی دادن این خطا صفحات طراحی شده را نمایش دهد. این صفحات معمولاً حاوی نشانک (لوگو) وبسایت، پیوند به صفحه اصلی و فرم جستجو می‌باشند.
مرورگر اینترنت اکسپلورر صفحات خطای سفارشی که حجم آن‌ها کمتر از ۵۱۲ بایت باشند را نمایش نداده و به‌جای آن صفحه کاربرپسند خود را به کاربر نشان می‌دهد.
این عمل نقض RFC 2616 (متن تعریف پروتکل انتقال ابرمتن) می‌باشد که صراحتاً بیان می‌کند: «عوامل کاربر باید تمامی قسمت‌های پاسخ را به کاربر نمایش دهند.»قسمت ۱۰٫۴